# Ischnocnema gualteri
Ischnocnema gualteri é uma espécie de anfíbio da família Brachycephalidae. Endêmica do Brasil, onde pode ser encontrada na Serra dos Órgãos no estado do Rio de Janeiro.
Os seus habitats naturais são: florestas subtropicais ou tropicais húmidas de baixa altitude e regiões subtropicais ou tropicais húmidas de alta altitude. Está ameaçada por perda de habitat.